# Хајгерлох
Хајгерлох (њем. Haigerloch) град је у њемачкој савезној држави Баден-Виртемберг. Једно је од 25 општинских средишта округа Цолерналб. Према процјени из 2010. у граду је живјело 10.794 становника. Посједује регионалну шифру (AGS) 8417025.

## Географски и демографски подаци
Хајгерлох се налази у савезној држави Баден-Виртемберг у округу Цолерналб. Град се налази на надморској висини од 450 - 520 метара. Површина општине износи 76,4 km². У самом граду је, према процјени из 2010. године, живјело 10.794 становника. Просјечна густина становништва износи 141 становника/km².